# Ryavallen
Le Ryavallen est un stade à multi-usages, basé à Borås en Suède. Il est principalement utilisé pour accueillir les rencontres de football.

## Histoire
Inauguré en 1941, l'enceinte accueille en 1958 2 matchs du premier tour de la Coupe du monde de football. Le club de l'IF Elfsborg y dispute ses rencontres à domicile lors du championnat de Suède de football entre 1941 et 2004.

## La Coupe du monde de football 1958
| 11 juin 1958                      | Union soviétique          | 2 - 0 | Autriche | Ryavallen, Borås                              |                                               |
| 19:00 · Historique des rencontres | Iline 15e · V. Ivanov 62e |       |          | Spectateurs : 21 000 Arbitrage : M. Jørgensen | Spectateurs : 21 000 Arbitrage : M. Jørgensen |
| 19:00 · Historique des rencontres | Rapport                   |       |          | Spectateurs : 21 000 Arbitrage : M. Jørgensen | Spectateurs : 21 000 Arbitrage : M. Jørgensen |

| 15 juin 1958 | Angleterre             | 2 - 2 | Autriche                | Ryavallen, Borås                               |                                                |
| 19:00        | Haynes 56e · Kevan 73e |       | Koller 16e · Körner 70e | Spectateurs : 17 000 Arbitrage : M. Bronkhorst | Spectateurs : 17 000 Arbitrage : M. Bronkhorst |
| 19:00        | Rapport                |       |                         | Spectateurs : 17 000 Arbitrage : M. Bronkhorst | Spectateurs : 17 000 Arbitrage : M. Bronkhorst |